# Thí nghiệm Schiehallion
Thí nghiệm Schiehallion là một thí nghiệm ở thế kỷ 18 nhằm xác định khối lượng riêng trung bình của Trái Đất. Được tài trợ bởi Hội Hoàng gia Luân Đôn, thí nghiệm thực hiện vào mùa hè năm 1774 quanh ngọn núi Schiehallion, Perthshire của Scotland. Mục tiêu của nó là đo độ lệch rất nhỏ của con lắc dưới ảnh hưởng của lực hấp dẫn bởi quả núi gần đó. Schiehallion được đánh giá là một vị trí thích hợp sau một cuộc khảo sát các ngọn núi của Anh, nhờ sự đơn lập và hình dáng gần như đối xứng của nó. Một trong những nguyên nhân thực hiện thí nghiệm đó là có những ghi chú bất thường trong cuộc khảo sát ranh giới Mason–Dixon.

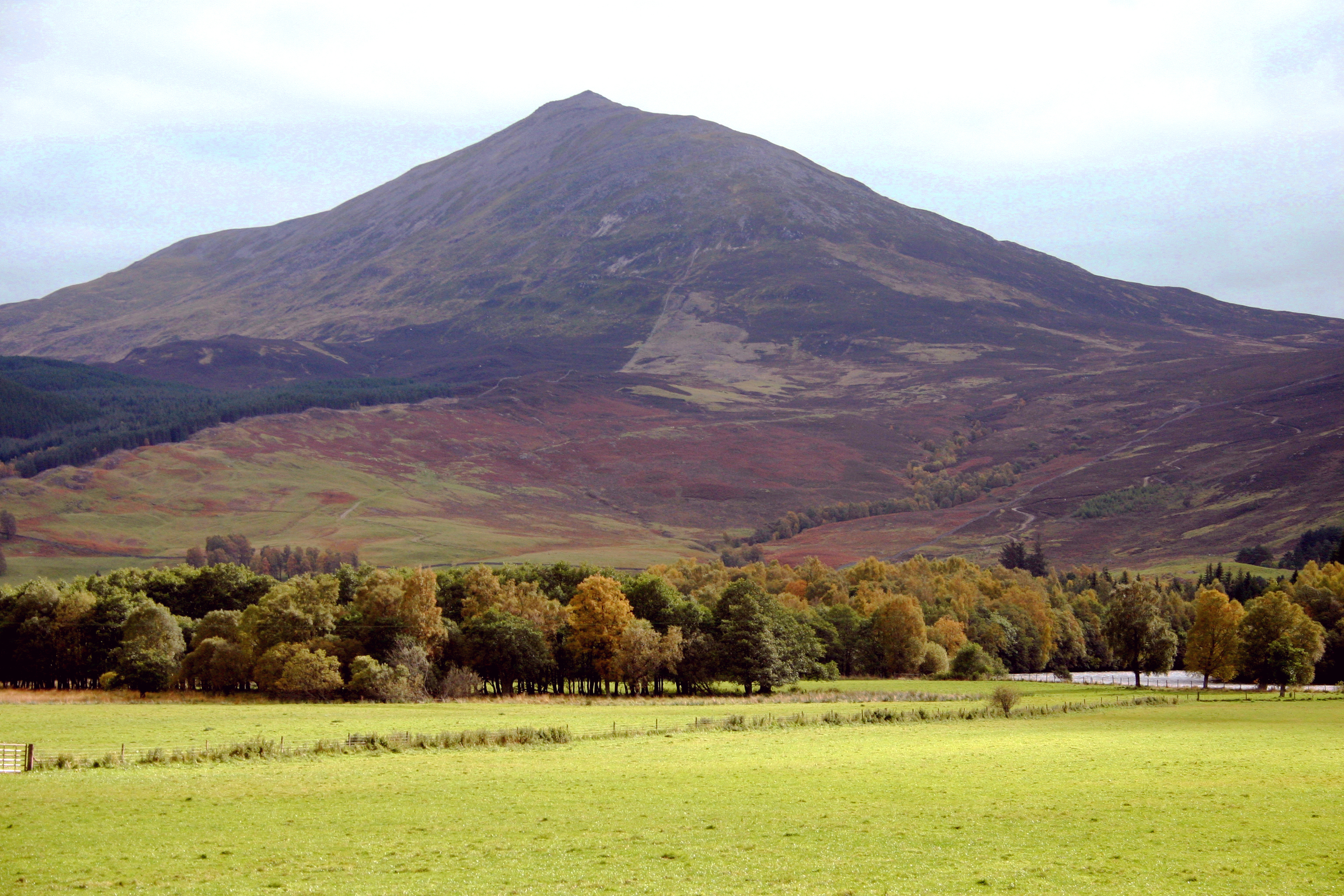
Vị trí đơn lập và hình dáng đối xứng của núi Schiehallion cho điều kiện thích hợp để tiến hành thí nghiệm.

Trước đấy thí nghiệm đã từng được đề xuất, nhưng bị Isaac Newton bác bỏ bởi vì dựa theo kết quả tính toán từ định luật vạn vật hấp dẫn độ lệch thu được sẽ rất nhỏ. Tuy nhiên, một đội các nhà khoa học, nổi bật là Nevil Maskelyne thuộc Hội Thiên văn Hoàng gia Luân Đôn, đã thuyết phục mọi người đó là hiệu ứng có thể đo được và thúc đẩy tiến hành thí nghiệm. Góc lệch của con lắc phụ thuộc tương đối vào mật độ và thể tích của Trái Đất cũng như ngọn núi: nếu mật độ và thể tích của núi Schiehallion có thể đánh giá được từ cuộc khảo sát trắc địa, thì ông có thể tính ra khối lượng riêng của Trái Đất. Một khi biết giá trị này, thì khối lượng riêng xấp xỉ của các hành tinh, các vệ tinh của chúng, và Mặt Trời mà trước đó chỉ biết dưới các tỉ số tương đối, sẽ có thể tính ra gần chính xác. Thêm một lợi ích khác, khái niệm đường đồng mức, dẫn ra một cách đơn giản từ quá trình khảo sát núi, về sau trở thành kỹ thuật tiêu chuẩn trong ngành bản đồ học.

## Bối cảnh
Con lắc đặt trong trường hấp dẫn đều sẽ treo theo phương thẳng đứng. Tuy nhiên, nếu có một khối lượng đủ lớn ở gần như một quả núi, lực hút hấp dẫn của nó sẽ kéo đầu con lắc lệch khỏi phương thẳng đứng một chút. Sự thay đổi phương gióng của trục con lắc so với một vật tham chiếu—chẳng hạn ngôi sao ở xa—có thể đo được khi đặt con lắc trên hai phía của quả núi. Nếu khối lượng của quả núi được xác định một cách độc lập từ thể tích và ước lượng mật độ trung bình của đá chứa trong nó, thì các giá trị này cho phép ngoại suy ra được mật độ trung bình của Trái Đất, và do vậy khối lượng của Trái Đất.
Isaac Newton đã xét đến hiệu ứng này trong cuốn Principia, nhưng ông cho rằng bất kỳ một ngọn núi thực tế nào cũng sẽ tạo ra một góc lệch quá nhỏ mà có thể đo được. Ông viết, hiệu ứng hấp dẫn chỉ đáng kể ở phạm vi hành tinh. Translated: Andrew Motte, First American Edition. New York, 1846</ref> Sự bi quan của Newton là hơi thái quá: mặc dù tính toán của ông cho kết quả độ lệch nhỏ hơn 2 phút góc (đối với một ngọn núi lý tưởng hóa cao 3 dặm), góc lệch này mặc dù rất nhỏ, nhưng vẫn nằm trong khả năng phát hiện của các dụng cụ trong thời của ông.
Thí nghiệm kiểm tra ý tưởng của Newton không những cung cấp bằng chứng ủng hộ cho định luật vạn vật hấp dẫn của ông, mà còn cho phép ước lượng khối lượng và mật độ của Trái Đất. Do thời đấy khối lượng các thiên thể chỉ được cho thông qua các tỉ số tương đối, khối lượng của Trái Đất sẽ cung cấp giá trị gần chính xác cho khối lượng của các hành tinh khác, các vệ tinh tự nhiên của chúng và cho khối lượng của Mặt Trời. Dữ liệu đo được cũng có khả năng xác định ra hằng số hấp dẫn G, mặc dù đây không phải là mục đích chính của những người làm thí nghiệm này; giá trị tham khảo cho hằng số G không xuất hiện trong các tư liệu khoa học cho tới gần một trăm năm sau.

## Tìm ngọn núi thích hợp

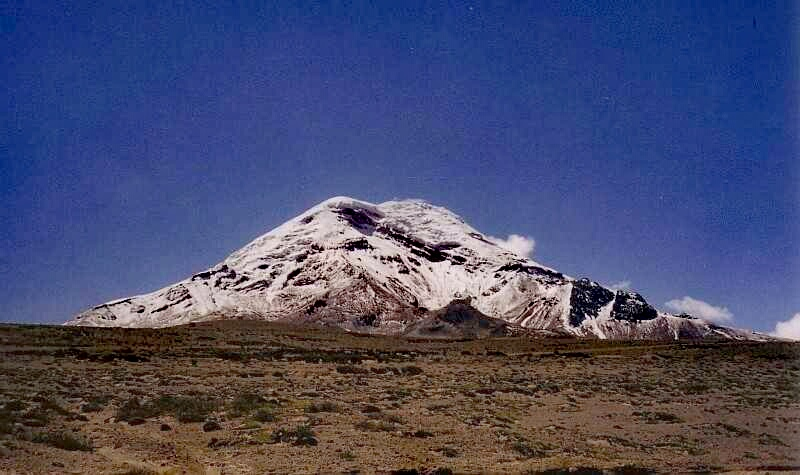
Chimborazo, ngọn núi được chọn trong thí nghiệm của người Pháp năm 1738.

### Chimborazo, 1738
Hai nhà thiên văn học người Pháp Pierre Bouguer và Charles Marie de La Condamine là những người đầu tiên thực hiện thí nghiệm kiểu này, khi họ đo lường góc lệch con lắc tại núi Chimborazo cao 6268 mét ở Ecuador[a] vào năm 1738. Đoàn của họ rời Pháp đến Nam Mỹ vào năm 1735 để đo độ dài cung kinh tuyến chắn bởi một độ vĩ tuyến gần đường xích đạo, và họ đã có cơ hội để đo độ lệch góc này. Vào tháng 12 năm 1738, trong điều kiện địa hình và thời tiết khắc nghiệt, họ đã thực hiện hai thí nghiệm tại các độ cao 4680 và 4340 m. Bouguer viết trong một bài năm 1749 rằng họ đã đo được góc lệch 8 giây cung, nhưng ông đã đánh giá thấp sự quan trọng của kết quả này, và gợi ý rằng kết quả tốt hơn có thể thực hiện trong những điều kiện dễ dàng hơn ở Anh hay Pháp. Ông cũng lưu ý thêm rằng thí nghiệm ít nhất đã chứng tỏ được Trái Đất không phải là lớp vỏ rỗng ruột như một số người đương thời từng đề xuất, bao gồm Edmond Halley.

### Schiehallion, 1774

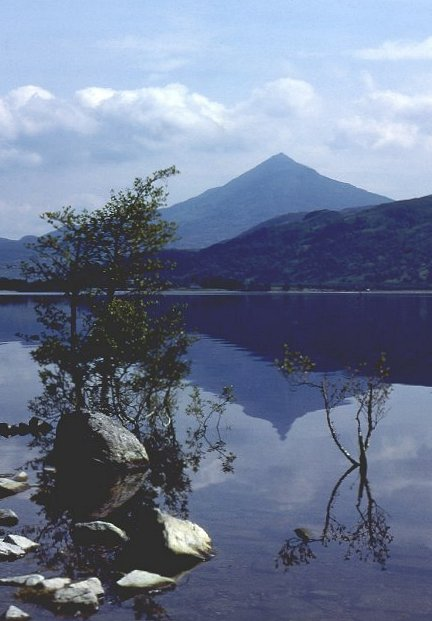
Sườn dốc đối xứng của núi Schiehallion nhìn từ hồ Loch Rannoch

Một cố gắng khác thực hiện thí nghiệm này đã được Hội Hoàng gia Luân Đôn thúc đẩy vào năm 1772 từ nhà thiên văn học Nevil Maskelyne. Ông cho rằng thí nghiệm "sẽ là vinh dự cho quốc gia nơi nó được thực hiện" và đề xuất núi Whernside ở Yorkshire, hoặc rặng núi Blencathra-Skiddaw ở Cumberland là những địa điểm thích hợp. Hội Hoàng gia thành lập Ủy ban Quan tâm để xem xét đề xuất, đã bổ nhiệm Maskelyne, Joseph Banks và Benjamin Franklin là một trong số thành viên. Ủy ban gửi nhà thiên văn và khảo sát địa hình Charles Mason[b] để tìm một địa điểm thích hợp cho thí nghiệm.
Sau cuộc tìm kiếm dài ngày vào mùa hè năm 1773, Mason thông báo địa điểm phù hợp nhất là núi Schiehallion (khi ấy viết là Schehallien), một núi cao 1083 mét nằm giữa hồ Loch Tay và Loch Rannoch ở trung tâm cao nguyên Scotland. Núi này đứng riêng rẽ so với các ngọn đồi bên cạnh, do vậy ảnh hưởng hấp dẫn của chúng bị giảm đi, và sườn dốc đối xứng đông - tây của nó làm đơn giản các tính toán liên quan. Sườn dốc bắc và nam đủ độ dốc để cho phép vị trí thí nghiệm đặt gần khối tâm của núi, làm tối đa tác dụng của hiệu ứng hấp dẫn.
Tuy nhiên Mason đã từ chối thực hiện thí nghiệm do ủy ban trả phí một xu guinea trong một ngày. Do đó nhiệm vụ đã được chuyển cho Maskelyne, và ông được phép rời tạm thời nhiệm vụ của mình khi là nhà thiên văn Hoàng gia. Ông được hỗ trợ bởi nhà toán học và khảo sát Charles Hutton và nhà toán học Reuben Burrow, thành viên của Đài thiên văn Hoàng gia Greenwich. Họ thuê lực lượng công nhân để xây dựng vị trí thí nghiệm cũng như hỗ trợ quá trình khảo sát. Đội khoa học được trang bị đầy đủ: các thiết bị thiên văn bao gồm thước bán kính 12 cm đo góc 90 độ bằng đồng thau từ đoàn thám hiểm của James Cook quan sát sự đi qua của Sao Kim năm 1769, một kính viễn vọng thiên đỉnh 10 mét (zenith sector), và một đồng hồ đo (đồng hồ quả lắc chính xác) để đếm thời gian quan sát thiên văn. Họ cũng mua thêm một máy kinh vĩ và xích Gunter để khảo sát núi, một cặp áp kế để đo độ cao. Chi phí để thực hiện thí nghiệm lấy từ số tiền còn dư của đoàn thám hiểm theo dõi sự đi qua của Sao Kim, mà được vua George III ra lệnh chuyển lại cho Hội Hoàng gia.

## Các đo đạc

### Thiên văn học

Sự lệch giữa thiên đỉnh thực Z xác định bởi trắc tinh học (astrometry), thiên đỉnh biểu kiến Z′ xác định theo phương dây dọi của trục con lắc.

Các nhà để quan sát được xây dựng ở phía bắc và phía nam núi, cộng thêm một căn lều để chứa thiết bị và là nơi nghỉ ngơi cho các nhà khoa học.[c] Các công nhân thì ở trong các lều vải tạm. Đầu tiên Maskelyne thực hiện các đo lường thiên văn học. Điều này là cần thiết đối với ông nhằm xác định khoảng cách thiên đỉnh từ phương dây dọi đến một số ngôi sao ở những thời điểm chính xác khi mỗi sao đi qua điểm phía nam (passed due south). Điều kiện thời tiết thường không thuận lợi do ảnh hưởng của mưa và sương mù. Tuy nhiên, từ trạm quan sát phía nam, ông đã thực hiện được 76 lần đo đối với 34 sao trong cùng một hướng và sau đó là 93 lần đo đối với 39 sao theo hướng khác. Từ trạm phía bắc, ông thực hiện được 68 lần đo đối với 32 sao và 100 lần đo đối với 37 sao. Bằng cách thực hiện các lần đo theo mặt phẳng của kính viễn vọng thiên đỉnh đầu tiên hướng theo phía đông rồi sau đó hướng sang phía tây, ông đã thành công khi tránh được bất kỳ sai số hệ thống nào xuất hiện từ bộ chuẩn trực của kính viễn vọng.
Nhằm xác định góc lệch do quả núi, một nhân tố phải tính đến đó là độ cong của Trái Đất: một người đi về bắc hay nam sẽ thấy thiên đỉnh cục bộ dịch chuyển theo cùng một góc như ở sự thay đổi trong vĩ độ. Sau khi tính đến các hiệu ứng quan trắc như tiến động, quang sai và chương động, Maskelyne chỉ ra độ lệch giữa thiên đỉnh cục bộ giữa các trạm phía bắc và phía nam của núi Schiehallion bằng 54,6 giây cung. Khi đội khảo sát cho biết độ lệch vĩ độ giữa hai trạm là 42,94″, ông có thể trừ đi độ lệch này và sau khi tiến hành hiệu chỉnh các sai số để thu được kết quả chính xác, ông công bố tổng độ lệch bắc và nam bằng 11,6″.
Maskelyne đăng kết quả sơ bộ của ông trong tạp chí Philosophical Transactions of the Royal Society của Hội Hoàng gia năm 1775, khi sử dụng dữ liệu ban đầu về hình dạng và vị trí của khối tâm của ngọn núi. Điều này đưa ông đến kỳ vọng độ lệch bằng 20,9″ nếu mật độ trung bình của Schiehallion và Trái Đất là như nhau. Do độ lệch đo được bằng một nửa giá trị này, ông cho rằng khối lượng riêng trung bình của Trái Đất xấp xỉ gấp hai lần so với của núi Schiehallion. Giá trị chính xác hơn phải đợi tới khi đoàn khảo sát địa hình và địa chất kết thúc nhiệm vụ của họ.
Maskelyne đã có cơ hội để chứng tỏ rằng núi Schiehallion thể hiện sức hút hấp dẫn, và do đó mọi núi cũng như vậy; và rằng định luật nghịch đảo bình phương của Newton về hấp dẫn đã được xác nhận. Hội Hoàng gia đã trao cho Maskelyne Huy chương Copley năm 1775 nhờ thí nghiệm này; nhà tiểu sử Chalmers sau này viết rằng "Nếu có còn bất kỳ nghi ngờ nào về tính đúng đắn của lý thuyết Newton, thì bây giờ chúng sẽ bị loại bỏ hoàn toàn".

### Khảo sát
Công việc của đội khảo sát đã bị cản trở lớn bởi sự khắc nghiệt của thời tiết, và phải tới tận năm 1776 họ mới hoàn thành nhiệm vụ. Để đo thể tích của núi, họ chia nó ra thành các hình lăng trụ đứng và tính thể tích từng cái một. Nhiệm vụ đạc tam giác của Charles Hutton là khá lớn: những người khảo sát phải đo hơn một nghìn điểm xung quanh núi. Hơn nữa, đỉnh của các lăng trụ mà họ chia ra không phải luôn luôn trùng một cách thuận tiện với cao độ khảo sát. Để khớp mọi dữ liệu thu được, Hutton áp dụng phương pháp nội suy chuỗi các đường nối giữa các khoảng điểm dữ liệu mà ông đo được, và đặt các điểm có độ cao bằng nhau. Khi làm như vậy, nó không những giúp ông dễ xác định hơn chiều cao của các lăng trụ mà từ các đường này sẽ cho phép hình dung ra dạng địa hình của quả núi. Hutton đã phát minh ra đường đồng mức, công cụ thường được sử dụng về sau cho công tác vẽ bản đồ địa hình.[d]
| Mật độ trung bình của từng thiên thể theo Hutton | Mật độ trung bình của từng thiên thể theo Hutton | Mật độ trung bình của từng thiên thể theo Hutton |
| Thiên thể                                        | Mật độ, kg·m−3                                   | Mật độ, kg·m−3                                   |
| Thiên thể                                        | Hutton, 1778                                     | Giá trị hiện nay                                 |
| ------------------------------------------------ | ------------------------------------------------ | ------------------------------------------------ |
| Mặt Trời                                         | 1.100                                            | 1.408                                            |
| Sao Thủy                                         | 9.200                                            | 5.427                                            |
| Sao Kim                                          | 5.800                                            | 5.204                                            |
| Trái Đất                                         | 4.500                                            | 5.515                                            |
| Mặt Trăng                                        | 3.100                                            | 3.340                                            |
| Sao Hỏa                                          | 3.300                                            | 3.934                                            |
| Sao Mộc                                          | 1.100                                            | 1.326                                            |
| Sao Thổ                                          | 410                                              | 687                                              |

Hutton đã phải tính lực hút hấp dẫn của từng lăng trụ đối với các lăng trụ khác trong lưới phân chia của ông, một quá trình đòi hỏi nhiều công sức như quá trình khảo sát. Nhiệm vụ này chiếm mất hai năm của ông trước khi ông có thể công bố kết quả, một bài báo dài khoảng một trăm trang trình bày trước Hội Hoàng gia năm 1778. Ông tìm thấy rằng sức hút của Trái Đất đối với quả lắc bằng 9.933 lần sức hút tổng cộng của ngọn núi khi nó nằm ở trạm phía bắc và phía nam, nếu như mật độ của Trái Đất và núi Schiehallion là như nhau. Do góc lệch thực tế bằng 11,6″ hàm ý một tỷ số 17.804:1 sau khi tính đến ảnh hưởng của vĩ độ lên lực hấp dẫn, ông cho rằng mật độ trung bình của Trái Đất bằng {\displaystyle {\tfrac {17.804}{9.933}}}, hay khoảng {\displaystyle {\tfrac {9}{5}}} của núi. Kết quả từ quá trình khảo sát ngọn núi dài ngày do vậy đã không ảnh hưởng lớn tới kết quả từ các phép tính của Maskelyne. Hutton đặt mật độ trung bình của Schiehallion bằng 2.500 kg·m−3, và tính ra mật độ trung bình của Trái Đất bằng {\displaystyle {\tfrac {9}{5}}} lần giá trị này, hay 4.500 kg·m−3. So sánh với giá trị hiện đại bằng 5.515 kg·m−3, mật độ Trái Đất mà ông tính được có sai số nhỏ hơn 20%.
Mật độ trung bình của Trái Đất lớn hơn mật độ của đá bề mặt có nghĩa là lớp vật liệu ở sâu trong nó phải đậm đặc hơn. Hutton đã phỏng đoán đúng khi cho rằng vật liệu lõi có thể là kim loại, và mật độ có thể lớn tới 10.000 kg·m−3. Ông ước lượng tỷ lệ kim loại này chiếm khoảng 65% đường kính của Trái Đất. Với giá trị trung bình cho mật độ của Trái Đất, Hutton có thể tính ra một số giá trị trong bảng dữ liệu hành tinh của Jérôme Lalande, mà trước đó chỉ có thể biểu diễn mật độ của các thiên thể chính trong Hệ Mặt Trời thông qua các tỉ số tương đối.

## Các thí nghiệm lặp lại
Một phép đo trực tiếp hơn và chính xác hơn về mật độ trung bình của Trái Đất được thực hiện 24 năm sau thí nghiệm Schiehallion, khi Henry Cavendish vào năm 1798 sử dụng một cân xoắn rất nhạy để đo lực hút giữa các quả cầu làm bằng chì. Giá trị của Cavendish thu được bằng 5.448 ± 33 kg·m−3 chỉ sai khác 1,2% so với giá trị chấp nhận hiện nay 5.515 kg·m−3, và kết quả của ông không được làm chính xác hơn cho tới tận 1895 bởi Charles Boys.[e] Sự quan tâm tới thí nghiệm Cavendish và độ chính xác trong kết quả của ông đã khiến ông trở lên nổi tiếng từ đó.
John Playfair thực hiện cuộc khảo sát lần thứ hai ở núi Schiehallion vào năm 1811; trên cơ sở suy nghĩ lại tầng đá của nó, ông tìm ra kết quả mật độ trung bình Trái Đất từ 4.560 tới 4.870 kg·m−3, mặc dù sau này Hutton nhiều tuổi hơn đã ra sức bảo vệ kết quả ban đầu của ông trong một bài báo năm 1821 trước Hội Hoàng gia. Tính toán của Playfair cho giá trị gần với giá trị hiện nay, nhưng vẫn còn quá thấp và kém quan trọng hơn so với phương pháp của Cavendish từ vài năm trước.

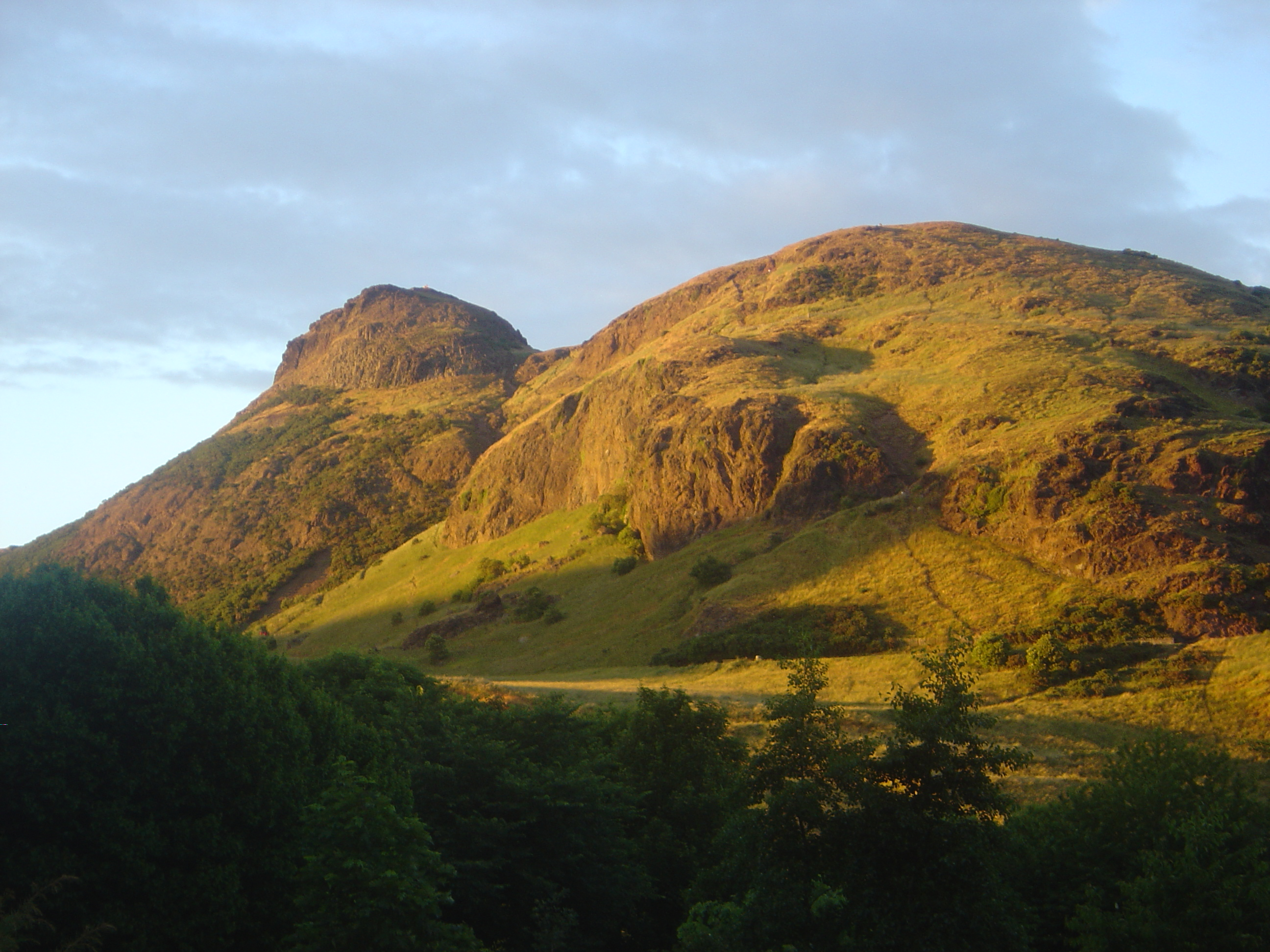
Núi Arthur's Seat, địa điểm thực hiện thí nghiệm năm 1856 bởi Henry James

Thí nghiệm Schiehallion được lặp lại vào năm 1856 bởi tướng Henry James, người chỉ huy Cơ quan vẽ bản đồ quốc gia khi đó (Ordnance Survey), ông đã sử dụng đồi Arthur's Seat ở trung Edinburgh. Với nguồn lực từ cơ quan mà ông chỉ huy, James đã mở rộng cuộc khảo sát địa hình ra tới bán kính 21 km, đưa nhóm của ông tới tận biên giới của Midlothian. Ông thu được kết quả vào khoảng 5.300 kg·m−3.
Một thí nghiệm thực hiện vào năm 2005 dưới một cách khác so với quá trình đã thực hiện vào năm 1774: thay vì tính toán hiệu giữa các thiên đỉnh cục bộ, thí nghiệm đã so sánh một cách chính xác chu kỳ của con lắc tại đỉnh và chân núi Schiehallion. Chu kỳ của con lắc là hàm của g, gia tốc trọng trường địa phương. Theo tính toán con lắc sẽ dao động chậm hơn tại đỉnh núi, nhưng do khối lượng của núi sẽ làm giảm sự chậm trễ này. Thí nghiệm lần này có thuận lợi là dễ thực hiện hơn so với lần năm 1774, mà còn thu được độ chính xác mong muốn, khi có thể đo được chu kỳ của con lắc với sai số một phần một triệu. Khối lượng của Trái Đất thu được từ thí nghiệm này bằng 8,1 ± 2,4 × 1024 kg, tương ứng với mật độ trung bình vào khoảng 7.500 ± 1.900 kg·m−3.[f]
Việc thực hiện kiểm tra lại dữ liệu hiện đại về địa vật lý cho phép tính tới các nhân tố mà đội năm 1774 không thể đưa vào. Với khả năng mô hình hóa địa hình bằng kỹ thuật số trong bán kính 120 km, cũng như hiểu biết về địa chất của núi Schiehallion được mở rộng đáng kể, và với sự trợ giúp của máy tính, một báo cáo năm 2007 cho kết quả mật độ trung bình của Trái Đất bằng 5.480 ± 250 kg·m−3. Khi so với giá trị hiện đại 5.515 kg·m−3, có thể đánh giá được tính chính xác từ những quan sát thiên văn học của Maskelyne.

## Cơ sở toán học và vật lý

Biểu đồ lực của thí nghiệm Schiehallion.

Xét biểu đồ lực ở bên phải, với góc lệch đã được vẽ phóng đại. Việc phân tích được làm đơn giản khi xét lực hút chỉ bởi một phía của ngọn núi. Quả dọi khối lượng m nằm ở khoảng cách d từ khối tâm P của quả núi có khối lượng MM và mật độ trung bình ρM. Dây dọi bị lệch một góc nhỏ θ do lực hút hấp dẫn F hướng về điểm P và bởi trọng lượng W của nó hướng về tâm Trái Đất. Vectơ tổng của W và F tạo ra sức căng T đối với sợi dây. Trái Đất có khối lượng  ME, bán kính rE và mật độ ρE.
Hai lực hấp dẫn tác động lên quả lắc được tính theo định luật hấp dẫn của Newton:
{\displaystyle F={\frac {GmM_{M}}{d^{2}}},\quad W={\frac {GmM_{E}}{r_{E}^{2}}}}
Với G là hằng số hấp dẫn Newton. G và m bị triệt tiêu khi lấy tỉ số F chia cho W:
{\displaystyle {\frac {F}{W}}={\frac {(GmM_{M})/d^{2}}{(GmM_{E})/r_{E}^{2}}}={\frac {M_{M}}{M_{E}}}{\left({\frac {r_{E}}{d}}\right)}^{2}={\frac {\rho _{M}}{\rho _{E}}}{\frac {V_{M}}{V_{E}}}{\left({\frac {r_{E}}{d}}\right)}^{2}}
Với VM và VE lần lượt là thể tích của núi và Trái Đất. Trong điều kiện cân bằng tĩnh, thành phần theo phương ngang và đứng của sức căng dây T liên hệ với lực hấp dẫn và góc lệch θ:
{\displaystyle W=T\cos \theta ,\quad F=T\sin \theta }
Thay thế vào T:
{\displaystyle \tan \theta ={\frac {F}{W}}={\frac {\rho _{M}}{\rho _{E}}}{\frac {V_{M}}{V_{E}}}{\left({\frac {r_{E}}{d}}\right)}^{2}}
Do VE, VM, d và rE đều đã biết, và θ và d đo được từ thí nghiệm và khảo sát, khi đó giá trị của tỉ số ρE : ρM bằng:
{\displaystyle {\frac {\rho _{E}}{\rho _{M}}}={\frac {V_{M}}{V_{E}}}{\left({\frac {r_{E}}{d}}\right)}^{2}{\frac {1}{\tan \theta }}}